# Judy min vän
"Judy min vän", skriven av Britt Lindeborg och Roger Wallis, är en sång som den svenske sångaren Tommy Körberg sjöng. "Judy min vän" vann den svenska Melodifestivalen 1969 och tävlade i Eurovision Song Contest 1969.
Lars Samuelson var dirigent. Precis innan Körberg skulle börja sjunga, fick han rycka till i mikrofonsladden som hade fastnat. Bidraget fick som mest tre röster från Norge och Finland. Bidraget fick totalt åtta poäng, vilket räckte till en delad niondeplats. Melodin låg sedan på Svensktoppen i fyra veckor under perioden 23 mars-13 april 1969, med placeringarna 1-1-3-10 gick "Judy min vän" högst upp i topp på Svensktoppen.

## Coverversioner
- I den elfte säsongen (2020) av Så mycket bättre framförde Benjamin Ingrosso en tolkning av låten, med en till större delen ändrad text och en ny refräng.[2]

## Listplaceringar

### Originalversionen
| Lista (1969) | Topplacering |
| ------------ | ------------ |
| Norge        | 2            |
| Sverige      | 1            |

### Benjamin Ingrossos version
| Lista (2020) | Topplacering |
| ------------ | ------------ |
| Sverige      | 8            |